# 악사들
"악사들"(Highway Stars)은 한국에서 제작된 김지곤 감독의 2014년 드라마, 다큐멘터리 영화이다. 혜광 스님 등이 주연으로 출연하였다.

## 출연

### 주연
- 혜광 스님
- 이승호
- 이현행
- 이정수
- 박기태

### 조연
- 채정순
- 김형찬
- 도병찬
- 정연애
- 정은주
- 함정필
- 이운행

## 기타
- 프로듀서: 김민경
- 제작부: 남경모
- 제작부: 정엄지
- 제작부: 이승민
- 제작지원: 최용석
- 제작지원: 전형식
- 제작투자: 김지언
- 제작투자: 박상욱
- 제작투자: 박충식
- 제작투자: 변미영
- 촬영부: 박태영
- 촬영부: 이승민
- 촬영부: 손호목
- 조연출: 손호목
- 붐오퍼레이터: 유승범
- 붐오퍼레이터: 손호목
- 믹싱: 김동환
- 사운드디자인: 김동환
- 시각효과: 구인회
- 편집보: 손호목
- 마케팅총괄: 곽용수
- 광고디자인: 박동우
- 광고디자인: 최지웅
- 광고디자인: 이동형
- 광고디자인: 구인회
- 프로덕션사운드믹서: 김현상
- 컴퓨터그래픽: 구인회
- 디지털색보정: 김형희
- B카메라: 오민욱
- 데이터매니저: 정엄지
- 데이터매니저: 이승민
- 데이터매니저: 오민욱
- 캘리그라피: 차영빈
- 디지털색보정부문: 구희선
- 디지털배급총괄: 고영재
- 디지털배급총괄: 김정석
- 국내배급: 한소명
- 국내배급: 나두나
- 국내배급: 김인화
- 국내배급: 김화범
- 해외배급: 곽미현
- 해외배급: 원인정
- 디지털배급: 박찬준
- 디지털배급: 이지호
- 디지털배급: 홍신기
- 홍보마케팅: 조계영
- 홍보마케팅: 정은년
- 홍보마케팅: 김지희
- DCP: 김동휘
- 차량 지원: 최용석
- 차량 지원: 한종윤
- 영어자막번역: 이한별
- 영어자막번역: 최은영
- 영어자막감수: 박지원
- 보험: 안용진